# Töreboda pastorat
Töreboda pastorat är ett pastorat i Vadsbo kontrakt i Skara stift.
Pastoratet omfattade före 1961 enbart Töreboda församling för att därefter bestå av Töreboda, Fredsberg och Bäcks församlingar samt mellan 1995 och 2002 även Halna församling.
Pastoratet omfattar från 2010 följande församlingar:
- Töreboda församling
- Fägre församling
- Hova-Älgarås församling
- Fredsberg-Bäcks församling

Pastoratskod är 030905.